# Jackal (Marvel)
De Jackal (Dr. Miles Warren) is een fictieve superschurk uit de strips van Marvel Comics, een vijand van Spider-Man.
Hij verscheen voor het eerst als Miles Warran in Amazing Spider-Man #31, bedacht door Stan Lee en Steve Ditko. In Amazing Spider-Man #129 lieten schrijver Gerry Conway en tekenaar Ross Andru het personage de Jackal worden.
Miles Warran was een professor biochemie aan de Empire State Universiteit, en voelde zich aangetrokken tot Gwen Stacy. Toen ze stierf, werd Miles een gestoorde geleerde. Hij versterkte zijn lichaam genetisch door zijn eigen DNA te combineren met dat van een jakhals (Engels: Jackal). Miles speelde vooral een belangrijke rol in de “Clone-Saga” van de Spider-Man strips, waarin hij de klonen van Spider-Man en Gwen Stacy maakte.

## Biografie
Prof. Miles Warren was eerst professor biochemie aan de Empire State Universiteit . Op een bepaald punt studeerde hij genetica onder toezicht van de High Evolutionary, maar werd weggestuurd uit de Evolutionary’s hoofdkwartier toen hij niet geschikt genoeg bleek te zijn. Hij kreeg verdere training en apparatuur van Mealstrom.
Warren werd verliefd op een van zijn studenten, Gwen Stacy, die de vriendin was van Peter Parker (Spider-Man). Toen Gwen werd gedood door de Green Goblin, dacht Warran dat Spider-Man haar had gedood en zwoer wraak op de held. Hij richtte zijn aandacht op manieren van klonen. Toen hij zijn labpartner Anthony Serba (die de waarheid had ontdekt) vermoordde, draaide Warren compleet door, en ontwikkelde de persoonlijkheid van de Jackal toen hij zichzelf ervan probeerde te overtuigen dat iemand anders Anthony had gedood.
In zijn eerste verschijning als de Jackal probeerde hij Punisher ertoe over te halen Spider-Man te doden, maar die weigerde toen hij Jackals ware plannen leerde kennen. Samen met Scrier, een helper van de originele Green Goblin Norman Osborn, begon Jackal met pogingen tot het maken van klonen van Spider-Man en Gwen Stacy. De eerste kloon van Spider-Man mislukte echter en begon vroegtijdig tekenen van het degeneratieproces te vertonen. De kloon ontsnapte en werd bekend als de superschurk Kaine. Jackal verbeterde het proces, en slaagde er uiteindelijk in klonen te maken van Gwen Stacy en Peter Parker. De kloon van Parker en Jackel leken beide om te komen in een gevecht met Spider-Man in Amazing Spider-Man #149 (1975).
Bijna 20 jaar (echte tijd) later werd onthuld dat de kloon van Parker nog leefde en nu onder de naam Ben Reilly rondzwierf. Ook werd duidelijk dat Jackal een kloon van zichzelf had gemaakt voor hij stierf. Deze kloon verbleef enkele jaren in schijndood. Jackals onderzoek op het gebied van klonen werd ook gebruikt om verschillende klonen te maken van de schurk Carrion.
De kloon van Peter, niet op de hoogte van het feit dat Jackal nog leefde, werd de held Scarlet Spider en een helper van Spider-Man. Jackal keerde later terug (Amazing Spider-Man #399, 1995) en overtuigde zowel Peter als Ben dat Peter Parker de kloon was en Ben Reilly het origineel. Ook maakte Jackal nog een paar Spider-Man klonen die in conflict kwamen met Spider-Man, Scarlet Spider en Kaine. Uiteindelijk werd Jackal, die het plan had om duizenden mensen te vervangen door klonen die onder zijn controle stonden, gedood toen hij van een hoog gebouw viel in een poging de kloon van Gwen Stacy te redden.
Kort hierna trok Peter zich terug om tijd door te brengen met zijn vrouw Mary Jane Watson, en Ben Reilly verving hem als Spider-Man. Na Ben Reilly’s dood door de Green Goblin werd duidelijk dat Ben de kloon was en Peter het origineel.
In de miniserie Daredevil Vs. Punisher uit 2005 dook Jackal weer op. Deze versie was in totaal de vierde kloon van de origineel Miles Warran. Hij belandde uiteindelijk in de gevangenis.

## Krachten en vaardigheden
Jackal heeft zijn lichaam genetisch versterkt met genetisch materiaal van een jakhals. Hij heeft toegenomen kracht; hij kan ongeveer 900 pond tot 2 ton tillen. Zijn wendbaarheid en snelheid zijn eveneens toegenomen. Jackal heeft verder vlijmscherpe klauwen en tanden.
Jackal was ook een genie op het gebied van genetica en biochemie, en een pionier op het gebied van klonen. Zijn kennis over klonen was zijn tijd ver vooruit. Jackal was tevens een ervaren vechter, en had Spider-Man meerdere malen verslagen.

## Ultimate Jackal
In de Ultimate Marvel strips was Miles Warran Harry Osborns Hypnotherapeut die hem hielp zijn herinneringen aan zijn vader, de Green Goblin, te onderdrukken. Later, in de Deadpool verhaallijn van Ultimate Spider-Man, werd onthuld dat hij uitging met Tante May.
Miles Warran is tot dusver nog niet de Jackal geworden in de Ultimate strips. Ook is zijn rol in de Ultimate Clone Saga nog niet bekend.

## In andere media
Milew Warran verscheen in de animatieserie Spider-Man: The Animated Series, waarin Jonathan Harris zijn stem deed. Hij werd in deze serie niet de Jackal, maar was wel een schurk. Hij maakte een kloon van Hydro-Man, en later ook van Mary Jane Watson. De klonen waren echter niet perfect en losten later op.
In de laatste afleveringen werd getoond hoe in een andere realiteit Miles Warren verantwoordelijk was voor de creatie van Ben Reilly.